# سیاه ورود
سیاه ورود، روستایی از توابع بخش سردار جنگل شهرستان فومن در استان گیلان ایران است،این روستا مرکز دهستان آلیان است.

## جمعیت
این روستا در دهستان آلیان قرار دارد و براساس سرشماری مرکز آمار ایران در سال ۱۳۸۵، جمعیت آن ۷۱۲ نفر (۱۷۷خانوار) بوده‌است.

## علت نام گذاری
به دلیل داشتن رودی که از ارتفاع بالا سیاه به نظر می‌رسد.